# Bagni di Craveggia
Bagni di Craveggia zijn de ruïnes van een voormalig kuuroord met badgebouw en bijbehorende warmwaterbron, gelegen in de Italiaanse gemeente Craveggia, regio Piëmont. Het oude kuuroord bevindt zich in de uiterste westpunt van het dal van de Zwitserse plaats Onsernone, op circa 980 meter hoogte. Vanuit de Zwitserse zijde is Bagni de Craveggia te voet bereikbaar via een weggetje en een ondiep gedeelte van de rivier Isorno; ook kan een pad worden gevolgd dat via een smal bruggetje naar de voormalige grenspost leidt. Vanuit Italië is er een wandelpad over de 1841 meter hoge Bocchetta di Sant’Antonio.
De oorspronkelijk twee warmwaterbronnen worden voor het eerst indirect vermeld in een oorkonde van 11 januari 1299. De eerste daadwerkelijke vermelding dateert uit 1352, waar in een document uit Craveggia wordt gesproken over de heilzame werking van het water. Het gebied behoorde eeuwenlang tot Onsernone, dat sinds de middeleeuwen door het Oude Eedgenootschap werd gecontroleerd. De inwoners van Craveggia kregen overigens weide- en doorgangsrechten in het uiterste puntje van het dal.
In 1617 was er sprake van een eerste gastenverblijf. In 1675 wil men het verblijf uitbreiden, maar dit leidde uiteindelijk tot niets. In 1806/1807 werd dit gedeelte van het dal aan het Napoleontische Koninkrijk Italië overgedragen, hetgeen in het grensverdrag van 1807 in de kapel van Acquacalda werd vastgelegd. In 1818 gaf de gemeente Craveggia toestemming om een groter kuuroord te bouwen, en in 1823 werd het nieuwe badgebouw geopend. Door een brand in 1881 werd het gebouw echter verwoest, en het duurde tot 1898 voordat het weer heropend kon worden. In de eerste helft van de 19e eeuw reisden de badgasten vooral via de Italiaanse zijde naar Bagni di Craveggia. Later werd de route via het Zwitserse Onsernone vaker gebruikt, aangezien die iets comfortabeler was.
Om onduidelijke redenen bleef het kuuroord van 1925 tot 1935 gesloten.
Tijdens de Tweede Wereldoorlog diende het kuuroord als militaire post voor de Duitse en Italiaanse troepen. Korte tijd behoorde het gebied bij de Repubblica dell’Ossola. Deze door partizanen uitgeroepen republiek bestond slechts van 10 september tot 19 oktober 1944. Bij Bagni di Craveggia vond op 18 en 19 oktober een gevecht plaats waarbij Duitse en Italiaanse troepen, het Zwitserse leger, en vluchtende partizanen waren betrokken.
In 1951 verwoestte een lawine de badgebouwen vrijwel volledig. Alleen de benedenverdieping en een kapel bleven overeind staan. Bij een noodweer in 1978 liepen de resterende gebouwen nog meer schade op.
In 2015 werden enkele waterbekkens en badkuipen geïnstalleerd, zodat bezoekers gebruik kunnen maken van het thermale water.